# آگنس واتر، کوئینزلند
آگنس واتر (به انگلیسی: Agnes Water) یک شهرک در استرالیا است که در کوئینزلند واقع شده‌است.